# (22808) 1999 RU12
(22808) 1999 RU12 est un astéroïde troyen de Jupiter découvert en l'an 1999.

## Description
(22808) 1999 RU12 a été découvert le 7 septembre 1999 à l'observatoire Magdalena Ridge, situé dans le comté de Socorro, au Nouveau-Mexique (États-Unis), par le projet Lincoln Near-Earth Asteroid Research (LINEAR).

### Caractéristiques orbitales
L'orbite de cet astéroïde est caractérisée par un demi-grand axe de 5,19 UA, un périhélie de 4,23 UA, une excentricité de 0,18 et une inclinaison de 10,47° par rapport à l'écliptique. Du fait de ces caractéristiques, à savoir un demi-grand axe compris entre 4,6 et 5,5 UA et un périhélie inférieur à 0,3 UA, il est classé, selon la JPL Small-Body Database, astéroïde troyen de Jupiter du camp troyen. Il est situé au point de Lagrange L5 du système Soleil-Jupiter.

### Caractéristiques physiques
(22808) 1999 RU12 a une magnitude absolue (H) de 12,1 et un albédo estimé à 0,086.